# Остриковский сельский совет
Остриковский сельский совет (укр. Остриківська сільська рада) — входит в состав
Токмакского района
Запорожской области
Украины.
Административный центр сельского совета находится в 
с. Остриковка.

## История
- 1922 — дата образования.

## Населённые пункты совета
- с. Остриковка
- с. Ивановка
- с. Луговка
- с. Снегуровка
- с. Трудовое
- с. Урожайное
- с. Фабричное